# Alette
Alette ist eine französische Gemeinde mit 372 Einwohnern (Stand 1. Januar 2022) im Département Pas-de-Calais in der Region Hauts-de-France (vor 2016: Nord-Pas-de-Calais). Sie gehört zum Arrondissement Montreuil und zum Kanton Lumbres.

## Lage
Die Gemeinde Alette liegt im Artois in einem Seitental der Course, sechs Kilometer nordöstlich von Montreuil-sur-Mer. Nachbargemeinden von Alette sind Beussent im Norden, Preures im Nordosten, Clenleu im Osten, Sempy im Südosten, Aix-en-Issart im Süden sowie Montcavrel im Westen.

## Bevölkerungsentwicklung
| Jahr                       | 1962 | 1968 | 1975 | 1982 | 1990 | 1999 | 2006 | 2012 | 2022 |
| Einwohner                  | 267  | 256  | 216  | 235  | 260  | 249  | 303  | 380  | 372  |
| Quellen: Cassini und INSEE |      |      |      |      |      |      |      |      |      |

## Sehenswürdigkeiten

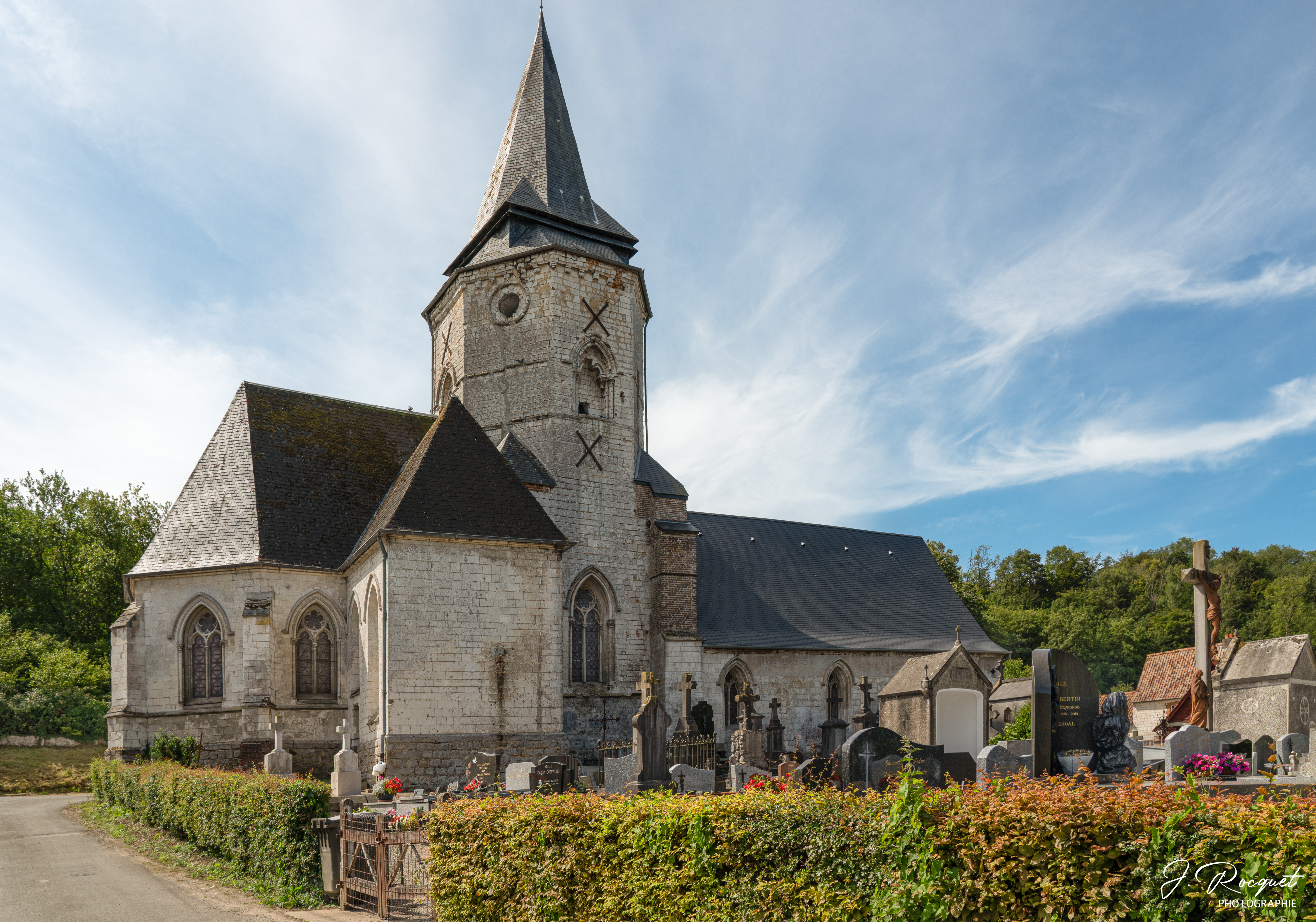
Kirche Saint-Laurent
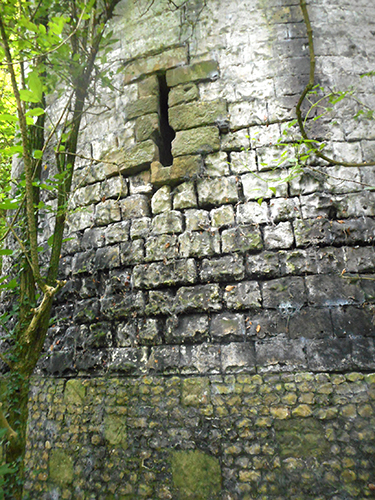
Burgruine Montcavrel

- Kirche Saint-Laurent
- Mauerreste der ehemaligen Burg Montcavrel